# 主要心血管イベント
主要心血管イベント（しゅようしんけっかんイベント、英: Major adverse cardiovascular events, MACE、major adverse cardiac events）は、主要有害心血管イベントとも訳され、心血管研究で頻繁に使用される複合エンドポイント。複合エンドポイントである全死因死亡率に匹敵する。臨床試験でこの用語が広く使用されているにもかかわらず、MACEの定義が異なる場合があり、類似の研究の比較が困難である。イベントは、医療現場では「有害事象」という訳を当てることも多い。
いわゆる「古典的3点MACE（classical 3-point MACE）」は、非致死的脳卒中、非致死的心筋梗塞、心血管死の複合体として定義されている。しかし、別の研究ではMACEを「CVDイベント、HF（心不全）のための入院、虚血性心血管系（CV）イベント、心臓死、またはMACE」と定義している。さらに別の研究ではMACEを「CV死、HFのための入院、または心筋梗塞（MI）」と定義している。